# Bieke Vandenbussche
Bieke Vandenbussche (Zonnebeke, 18 maart 1996) is een Belgisch voetbalspeelster. Ze speelt als middenvelder voor Club YLA in de Super League.

## Clubcarrière
Vandenbussche begon haar voetbalcarrière bij SC Zonnebeke. In 2012 begon haar profcarrière bij Club Brugge. Met deze club kwam ze uit in de BeNe League. Op 23 maart 2013 maakte Vandenbussche haar debuut in een thuiswedstrijd tegen PEC Zwolle door in de 64ste minuut in te vallen voor Lies Van Hamme. Bijna een jaar later maakte Vandenbussche op 13 maart 2014 haar eerste doelpunt in de BeNe League in een thuiswedstrijd tegen KAA Gent. In 2015 stapte ze over naar competitiegenoot KAA Gent. Na vier jaar keerde ze terug bij Club YLA.

## Statistieken
| Seizoen | Club        | Land   | Competitie  | Wedstrijden | Doelpunten |
| ------- | ----------- | ------ | ----------- | ----------- | ---------- |
| 2012/13 | Club Brugge | België | BeNe League | 7           | 0          |
| 2013/14 | Club Brugge | België | BeNe League | 19          | 1          |
| 2014/15 | Club Brugge | België | BeNe League | 13          | 1          |
| Totaal  | Totaal      | Totaal | Totaal      | 39          | 2          |

Laatste update: 27 september 2024

## Interlandcarrière
In 2013 kwam Vandenbussche met België -17 uit op het EK -17 in Zwitserland. Vandenbussche werd in 2015 opgeroepen voor de hoofdmacht België op de Cyprus Women's Cup.